# 강아오 고속공로
강아오 고속공로(广澳高速公路)는 광둥성 광저우시와 마카오를 잇는 중화인민공화국의 고속형 공공도로이다.
중국국가고속공로망의 제G0425호 고속공로로 지정되어 있으며, 징강아오 고속공로의 일부노선이다.
이름은 광저우의 '광(广)'과 마카오의 중국발음인 아오문에서 '아오(澳)'가 비롯되었다.
마카오와 주하이 시까지는 로터스 브리지로 이어진다.

## 사진

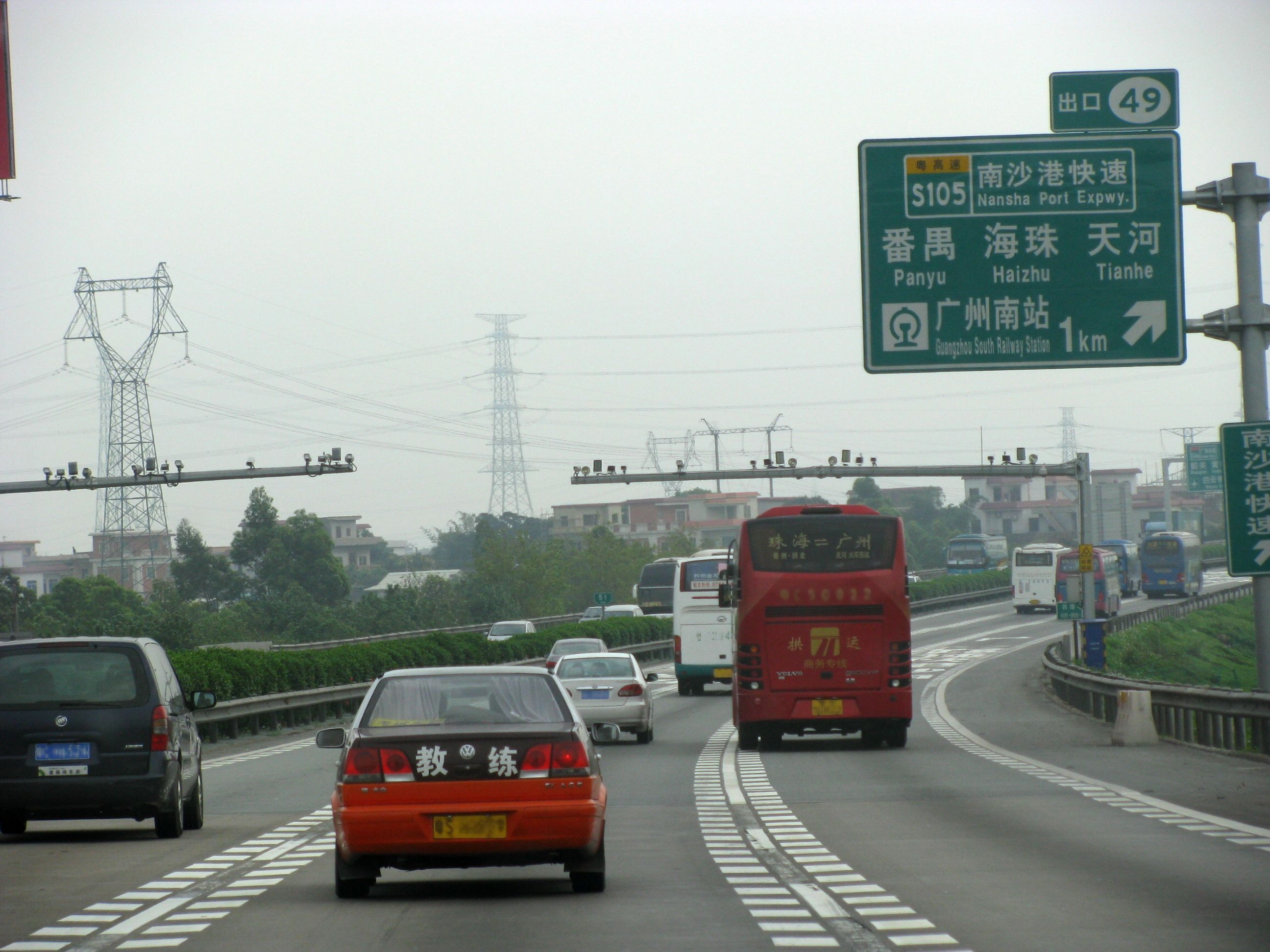
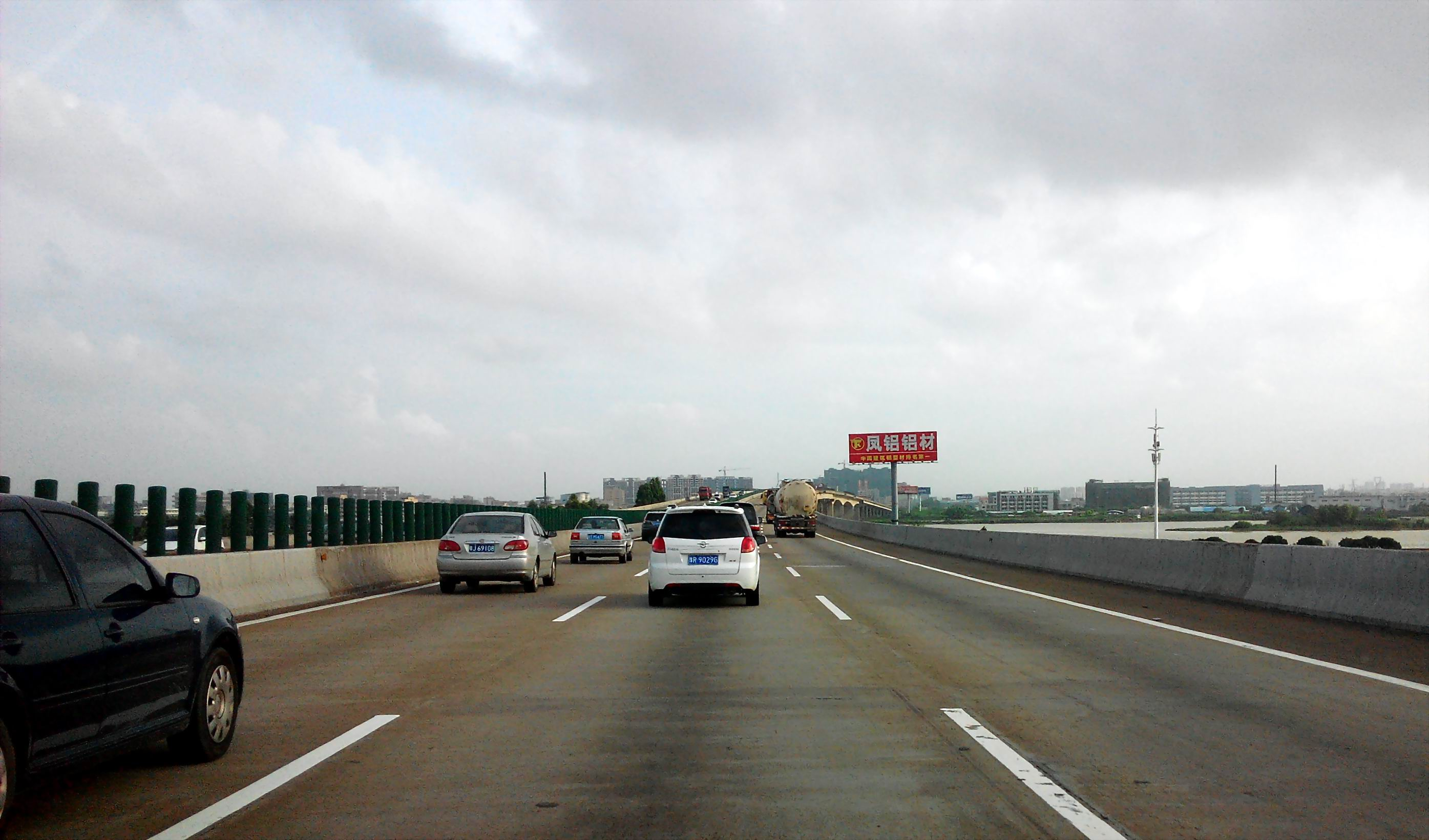
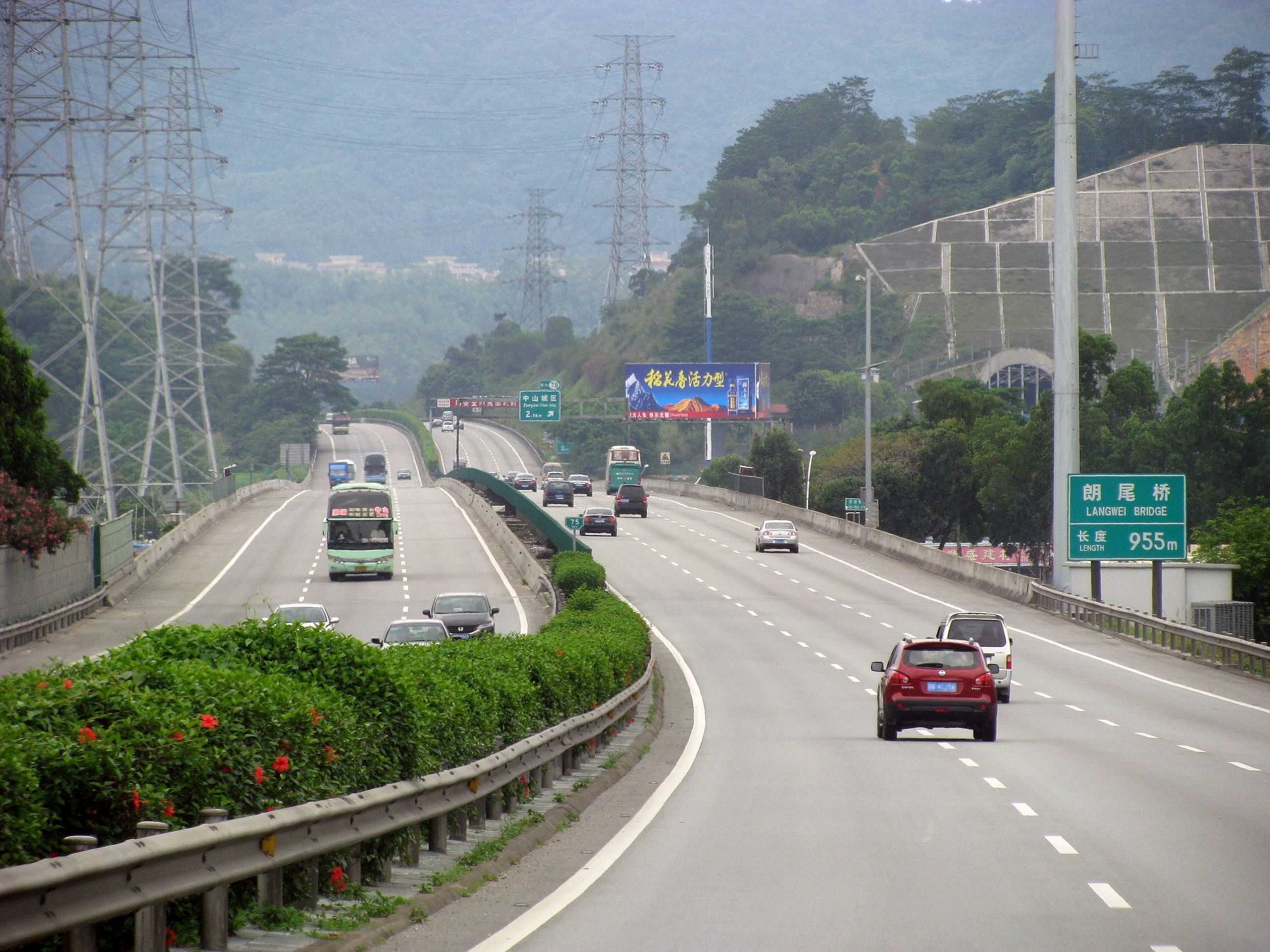
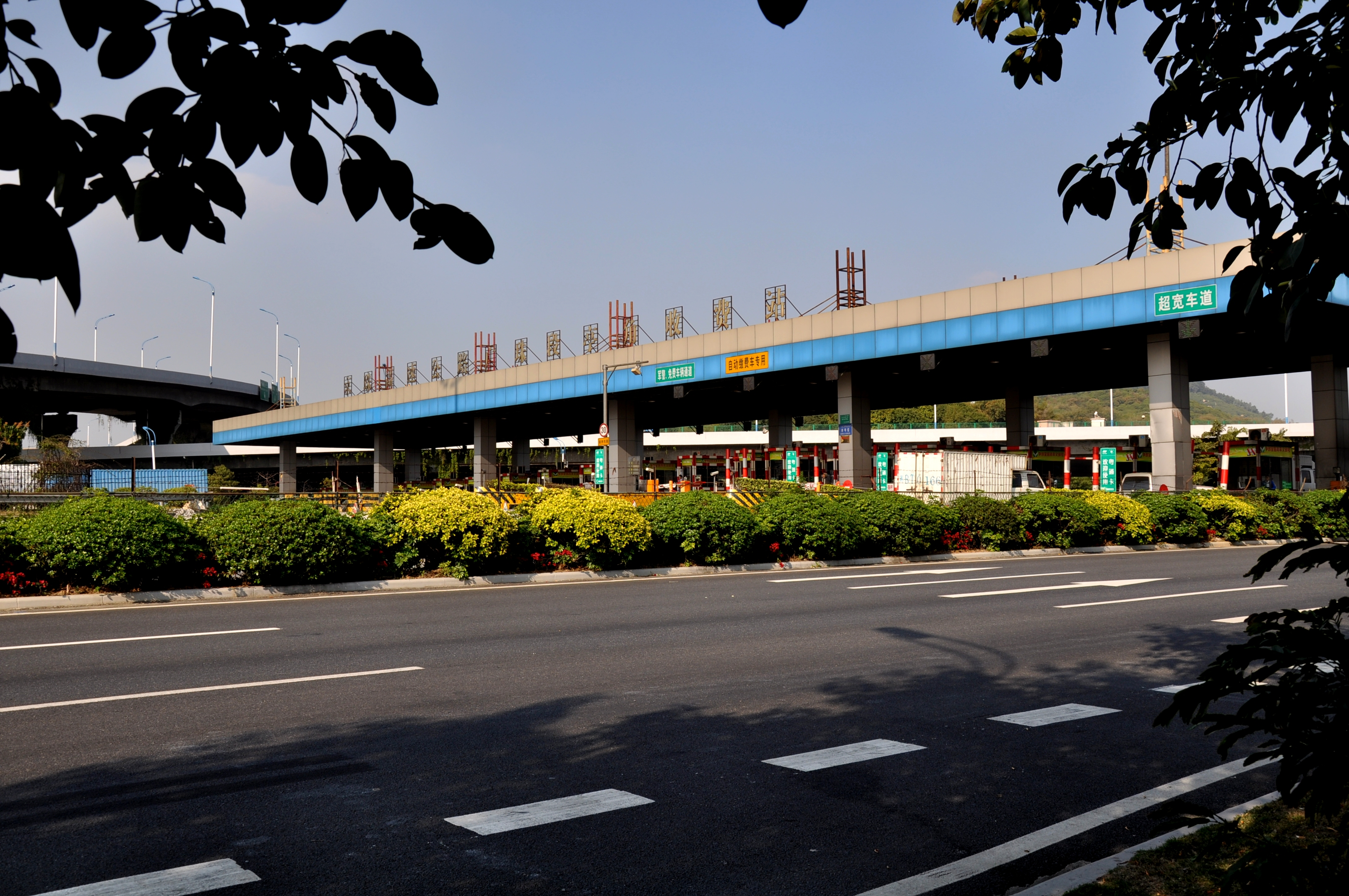

## 주요 경유지
- 광둥성
  - 광저우시 - 중산 시 - 주하이 시
- 마카오

## 같이 보기
- 징강아오 고속공로